# 와코 데루모토
와코 데루모토(일본어: 若生 照元, 1937년 7월 10일 ~ )는 일본의 전 프로 야구 선수이다. 미야기현 센다이시 출신이며 현역 시절 포지션은 투수였다.

## 인물
도호쿠 고등학교 시절에는 와코 다다오, 와코 도모오와 함께 ‘도호쿠의 와코 3인방’으로 불렸으나, 고시엔 대회와는 인연이 없었다. 졸업 후 주오 대학에 진학하여 도토 대학 야구 리그에서는 1958년 춘계 리그의 도쿄 농업대학을 상대로 노히트 노런을 달성했고 팀을 5년 만의 우승에 기여했다. 같은 해 전일본 대학 야구 선수권 대회의 결승전에서 릿쿄 대학에게 패하여 준우승에 머물렀다. 1년 선배로는 훗날 다이요 웨일스에서 팀 동료가 되는 구와타 다케시·모리타 사칸, 동기로는 오구리 히데오·니시야마 고지(히로시마), 혼다 다케시 등이 있었다.
1960년, 혼다와 함께 다이요 웨일스에 입단하여 같은 해인 4월 17일 히로시마전(히로시마 시민 구장)에서 첫 등판을 하게 됐는데, 4번 타자인 오키쓰 다쓰오에게 3점 홈런을 맞았다. 시즌 최종전이 된 10월 5일 히로시마전에서 선발 등판했지만 요코미조 가쓰라에게 홈런을 맞는 등 제구력 난조로 인해 2회에 강판됐다. 1961년 이후에도 뚜렷한 결과를 남기지 못했고 한때 타자 전향을 시도했지만 이마저도 실패했다. 이로써 단 1승도 거두지 못하고 1963년을 마지막으로 현역에서 은퇴했다.
이후에는 프런트에 입성하여 영업·본부장, 스카우트 부장, 구단 대표 등을 역임했다. 1995년부터는 구단 상품부를 독립시켜 창설한 ‘베이스타스 서비스’의 대표이사 사장으로 취임했다. 스카우트로 활동하던 시절에는 고교 후배인 사사키 가즈히로를 담당했다.

## 상세 정보

### 출신 학교
- 도호쿠 고등학교
- 주오 대학

### 선수 경력
- 다이요 웨일스(1960년 ~ 1963년)

### 등번호
- 22(1960년 ~ 1963년)

### 연도별 투수 성적
| 연 도      | 소 속      | 등 판 | 선 발 | 완 투 | 완 봉 | 무 4 구 | 승 리 | 패 전 | 세 이 브 | 홀 드 | 승 률 | 타 자 | 이 닝 | 피 안 타 | 피 홈 런 | 볼 넷 | 고 4 | 몸 맞 | 탈 삼 진 | 폭 투 | 보 크 | 실 점 | 자 책 점 | 평 자 책 | W H I P |
| ---------- | ---------- | ----- | ----- | ----- | ----- | ------- | ----- | ----- | -------- | ----- | ----- | ----- | ----- | -------- | -------- | ----- | ---- | ----- | -------- | ----- | ----- | ----- | -------- | -------- | ------- |
| 1960년     | 다이요     | 2     | 1     | 0     | 0     | 0       | 0     | 1     | 0        | 0     | .000  | 21    | 4.0   | 7        | 2        | 4     | 0    | 0     | 3        | 0     | 0     | 4     | 4        | 9.00     | 2.75    |
| 1961년     | 다이요     | 5     | 2     | 0     | 0     | 0       | 0     | 0     | 0        | 0     | ----  | 33    | 8.0   | 10       | 0        | 1     | 0    | 0     | 3        | 1     | 0     | 3     | 3        | 3.38     | 1.38    |
| 1962년     | 다이요     | 5     | 0     | 0     | 0     | 0       | 0     | 0     | 0        | 0     | ----  | 20    | 4.1   | 7        | 0        | 0     | 0    | 0     | 0        | 0     | 0     | 5     | 5        | 9.00     | 1.62    |
| 1963년     | 다이요     | 1     | 0     | 0     | 0     | 0       | 0     | 0     | 0        | 0     | ----  | 3     | 1.0   | 0        | 0        | 0     | 0    | 0     | 0        | 0     | 0     | 0     | 0        | 0.00     | 0.00    |
| 통산 : 4년 | 통산 : 4년 | 13    | 3     | 0     | 0     | 0       | 0     | 1     | 0        | 0     | .000  | 77    | 17.1  | 24       | 2        | 5     | 0    | 0     | 6        | 1     | 0     | 12    | 12       | 6.23     | 1.67    |